# Zanie

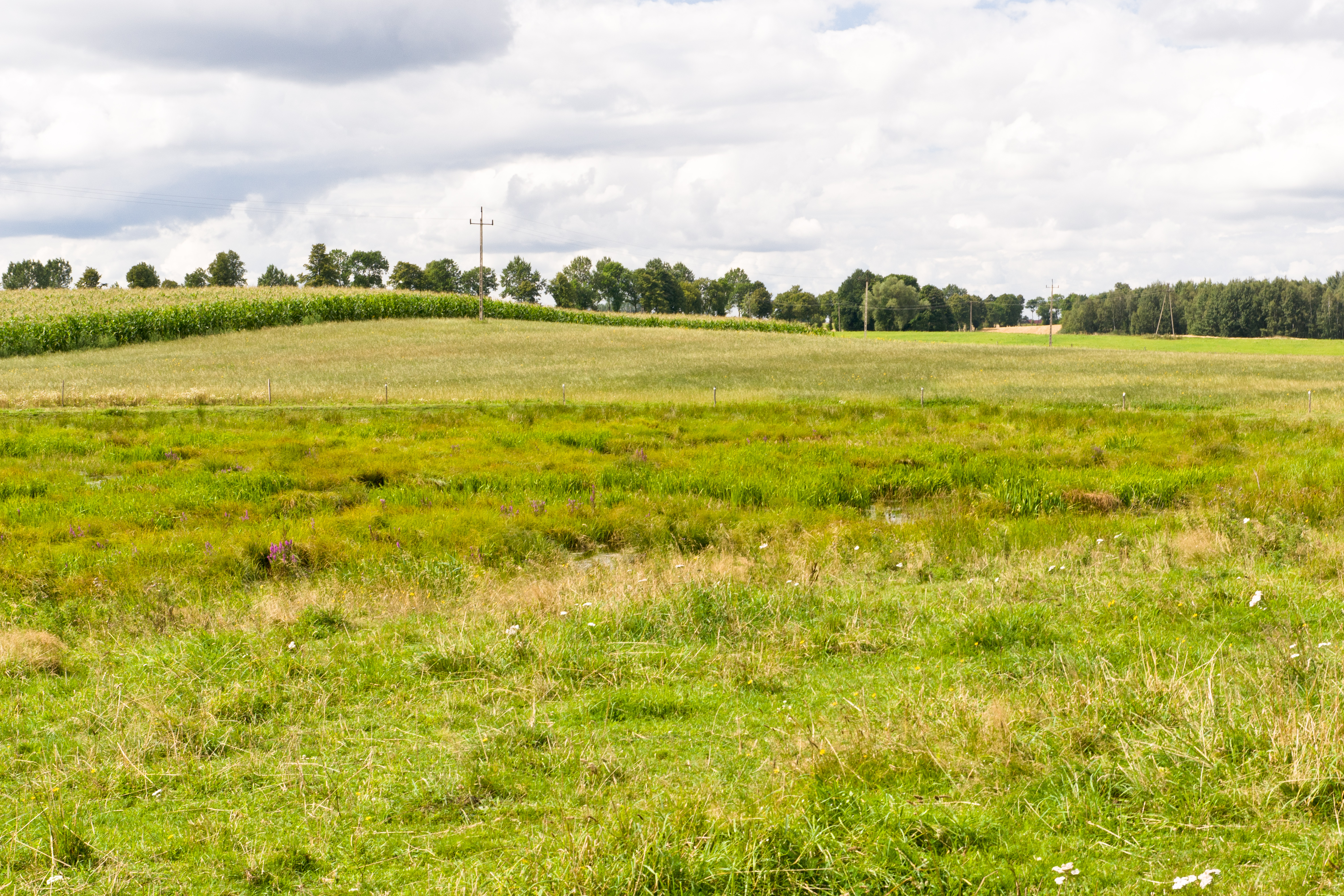
Felder bei Zanie

Zanie (deutsch Sanien, 1938–1945 Berndhöfen) ist ein zur Gemeinde Kalinowo (Kallinowen, 1938 bis 1945 Dreimühlen) zählendes Dorf im nordöstlichen Masuren in der polnischen Woiwodschaft Ermland-Masuren, Powiat Ełcki (Kreis Lyck).

## Geographische Lage
Das Dorf befindet sich sieben Kilometer nordöstlich der Ortschaft Kalinowo und drei Kilometer westlich der Grenze zur Woiwodschaft Podlachien (einstige deutsch-polnische Staatsgrenze), 27 Kilometer nordöstlich der Kreisstadt Ełk (Lyck).

## Geschichte
Das Dorf entstand im Jahre 1472. Der Ortsname ist vermutlich prußischer Herkunft.
1656 fielen die mit Polen verbündeten Tataren in Sanien ein und sorgten für starke Zerstörung und den Verlust eines großen Teiles der Dorfbevölkerung.
Zum 27. Mai 1874 wurde im Zuge einer preußischen Gemeindereform neu ein Amtsbezirk Wierzbowen (1932 bis 1938  „Amtsbezirk Wiersbowen“, 1938 bis 1945 „Amtsbezirk Waldwerder“, polnisch Wierzbowo) im Regierungsbezirk Gumbinnen, ab 1905 Regierungsbezirk Allenstein gebildet, der die Gemeinden Groß Czymochen, Kiehlen, Millewen, Sanien, Soczien, Thurowen, Wiersbowen und den Gutsbezirk Czymochen umfasste.
Am 1. Dezember 1910 waren in Sanien 295 Einwohner verzeichnet, 1933 waren es 254.
Aufgrund der Bestimmungen des Versailler Vertrags stimmte die Bevölkerung im Abstimmungsgebiet Allenstein, zu dem Sanien gehörte, am 11. Juli 1920 über die weitere staatliche Zugehörigkeit zu Ostpreußen (und damit zu Deutschland) oder den Anschluss an Polen ab. In Sanien stimmten 180 Einwohner für den Verbleib bei Ostpreußen, auf Polen entfiel keine Stimme.
Sanien wurde am 3. Juni 1938 im Zuge der massiven Eindeutschung masurischer Ortsnamen baltischer oder slawischer Herkunft in „Berndhöfen“ umbenannt.
1939 hatte Berndhöfen (Sanien) 251 Einwohner.
Nach Ende des Zweiten Weltkrieges 1945 fiel das zum Deutschen Reich (Ostpreußen) gehörende Berndhöfen an Polen. Die ansässige deutsche Bevölkerung wurde, soweit sie nicht geflüchtet war, nach 1945 größtenteils vertrieben und neben der angestammten masurischen Minderheit durch Neubürger aus anderen Teilen Polens, insbesondere aus dem podlachischen Raczki ersetzt. Der Ort wurde in „Zanie“ umbenannt.
Von 1975 bis 1998 gehörte Zanie zur damaligen Woiwodschaft Suwałki, kam dann 1999 zur neu gebildeten Woiwodschaft Ermland-Masuren. Er ist heute Sitz eines Schulzenamtes (polnisch Sołectwo) und ist somit Teil der Gmina Kalinowo.

## Kirche

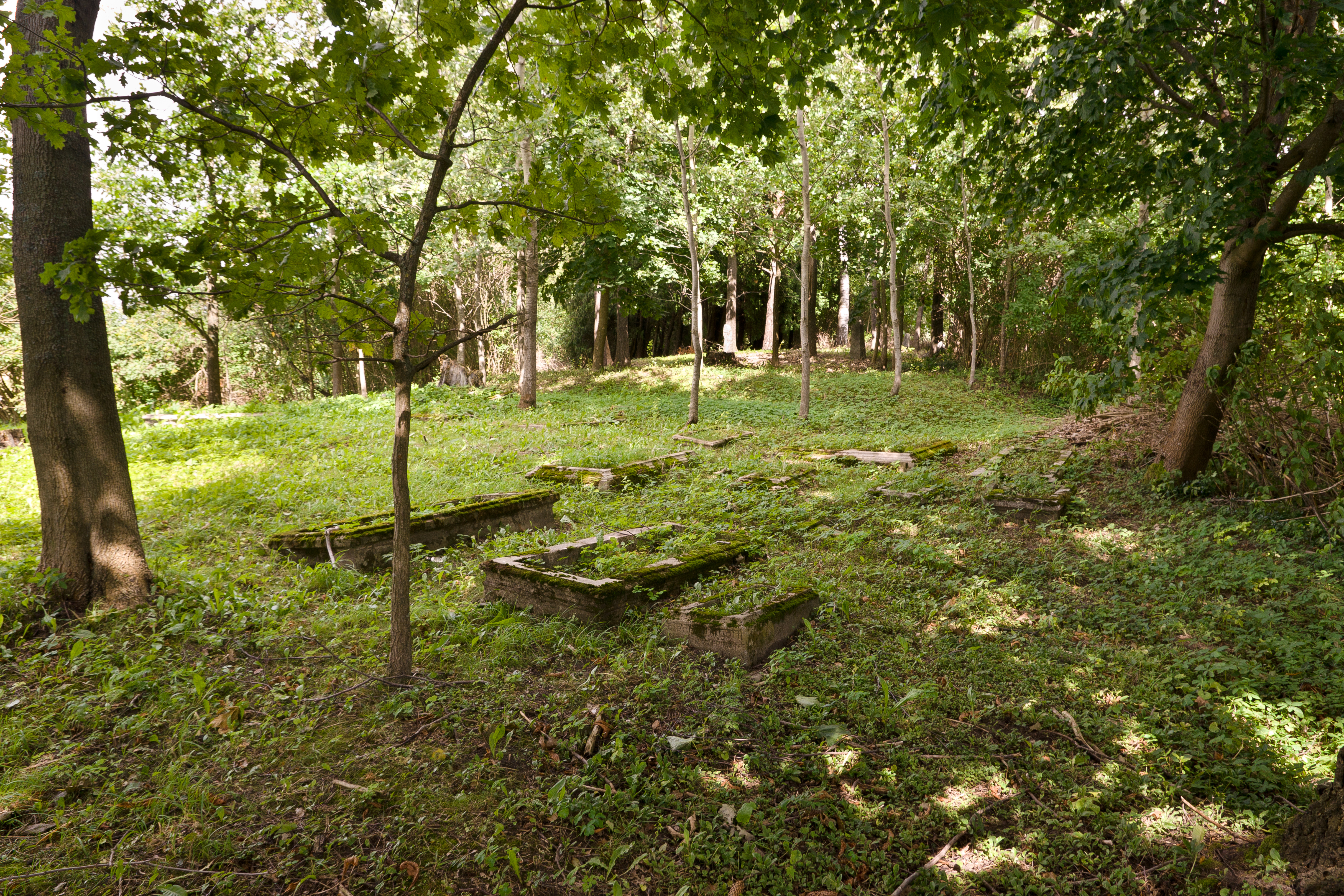
Verwaiste Grabstellen auf dem ehemaligen evangelischen Friedhof in Zanie

Bis 1945 war Sanien resp. Berndhöfen in die evangelische Kirche Groß Czymochen (1928 bis 1945 Reuß, polnisch Cimochy) in der Kirchenprovinz Ostpreußen der Kirche der Altpreußischen Union sowie in die römisch-katholische Kirche St. Andreas im damaligen Bistum Ermland eingepfarrt.
Heute gehört Zanie katholischerseits zur Pfarrei Kalinowo (Kallinowen, 1934 bis 1945 Dreimühlen) im Bistum Ełk der Römisch-katholischen Kirche in Polen. Die evangelischen Einwohner halten sich zur Kirchengemeinde in der Kreisstadt Ełk (Lyck), einer Filialgemeinde der Pfarrei in Pisz (Johannisburg) in der Diözese Masuren der Evangelisch-Augsburgischen Kirche in Polen.

## Verkehr

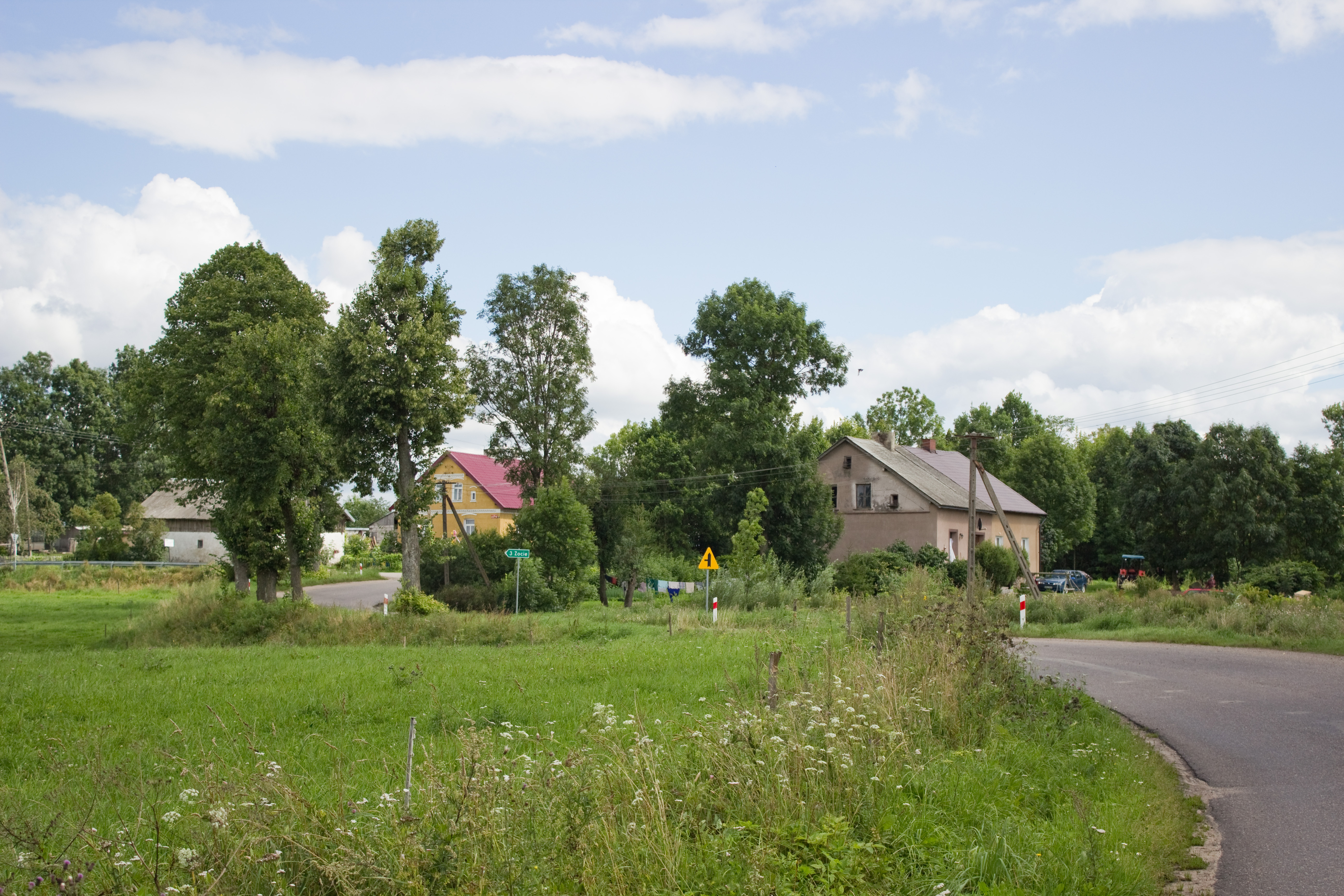
Ortsdurchfahrt Zanie der DW 661

Zanie liegt an der Woiwodschaftsstraße 661, die parallel zur Grenze der Woiwodschaften Ermland-Masuren und Podlachien verläuft. Sie verbindet die Woiwodschaftsstraße 655 bei Cimochy (Groß Czymochen, 1928 bis 1945 Reuß) mit der Landesstraße 16 bei Kalinowo (Kallinowen, 1938 bis 1945 Dreimühlen). Eine Bahnanbindung existiert nicht.